# Alex Cochrane
Alexander William „Alex“ Cochrane (* 21. April 2000 in Brighton) ist ein englischer Fußballspieler, der bei Birmingham City in der EFL League One unter Vertrag steht.

## Karriere

### Verein
Der in Brighton geborene Alex Cochrane spielte in seiner Jugend ausschließlich bei Brighton & Hove Albion. Bereits im Alter von 16 Jahren kam er in der U23-Mannschaft zum ersten Mal zum Einsatz. Mit der Mannschaft nahm er ab 2018 regelmäßig an der Football League Trophy teil. Cochrane gab sein Debüt als Profi für Brighton & Hove Albion am 25. September 2019 bei einer 1:3-Heimniederlage gegen Aston Villa im EFL Cup.
Am 5. Oktober 2020 wechselte Cochrane im Rahmen eines Leihvertrags für eine Saison zum belgischen Zweitligisten Royale Union Saint-Gilloise. Im Februar 2021 erlitt Cochrane eine Knöchel-Verletzung, mit der er für den Rest der Saison ausfiel. Bis dahin hatte er sieben Einsätze für Saint-Gilloise absolviert. Am Ende der Saison 2020/21 stieg der Verein als souveräner Meister in die erste Liga auf.
Im Juni 2021 wechselte Cochrane als Leihspieler für eine Saison zum schottischen Premiership-Klub Heart of Midlothian. Danach wurde er fest verpflichtet. Nach zwei weiteren Jahren in Schottland, wechselte Cochrane im Jahr 2024 zum englischen Drittligisten Birmingham City.

### Nationalmannschaft
Alex Cochrane kam im Jahr 2015 zu einem Länderspieleinsatz in der Englischen U16-Nationalmannschaft, und vier Jahre später auf zwei in der U20.